# Familia Manson
La Familia Manson o simplemente La Familia, fue un grupo o secta criminal establecida en California, a finales de los años 1960, dirigida por Charles Manson. Ganaron notoriedad después del asesinato de la actriz Sharon Tate y otras cuatro personas el 9 de agosto de 1969, a manos de Tex Watson y otros tres miembros de «La Familia», actuando bajo las instrucciones de Charles Manson. El grupo constaba de aproximadamente 100 seguidores, que vivían un estilo de vida poco convencional y consumían con frecuencia drogas psicoactivas como la Benzedrina (anfetamina), así como alucinógenos como el LSD. La mayoría eran mujeres jóvenes de clase media, muchas de las cuales se sintieron atraídas por la cultura hippie y la vida comunal, aunque luego se radicalizaron hacia el crimen por las enseñanzas de Manson.
Los miembros del grupo fueron responsables de  una serie de asesinatos, robos y agresiones. En total, Manson y algunos de sus seguidores fueron condenados por nueve homicidios, ocurridos entre julio y agosto de 1969 en el área metropolitana de Los Ángeles: el asesinato del músico Gary Hinman,  los ataques a Tate y cuatro personas más en 10050 Cielo Drive, el ejecutivo de supermercados Leno LaBianca y su esposa Rosemary, y el doble de riesgo Donald “Shorty” Shea. Una víctima potencial sería un actor libanés llamado Saladin Nader. Sin embargo, el plan fue saboteado por una de sus miembros, horrorizada por la cadena de crímenes cometidos por el grupo.

## Formación

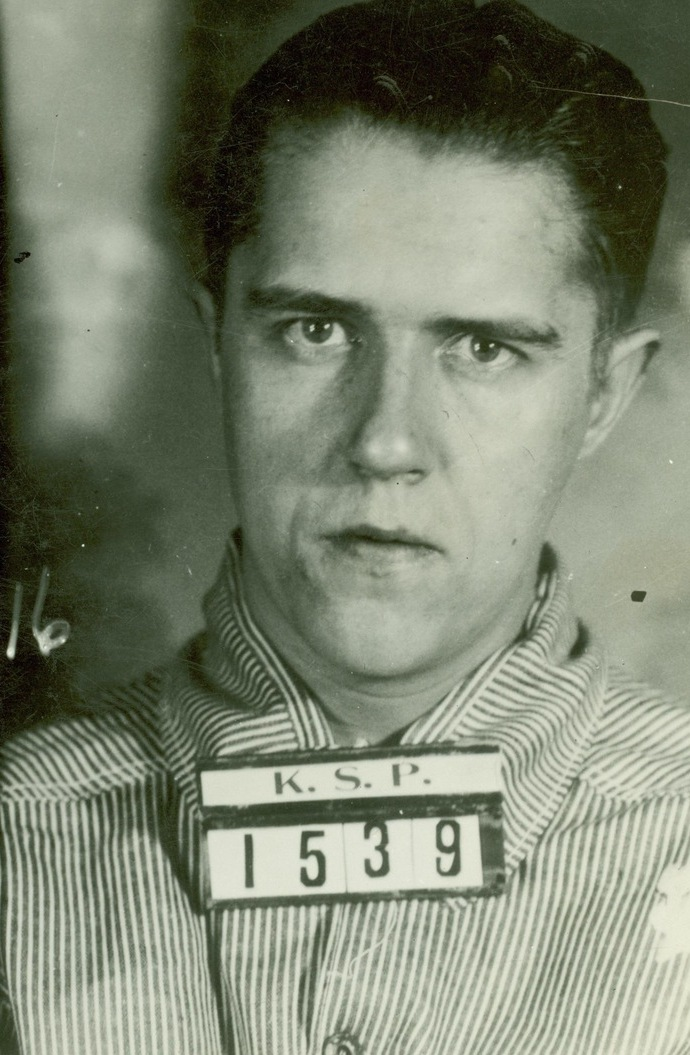
Alvin Karpis enseñó a Manson a tocar la guitarra en prisión.

Manson ingresó en el centro penitenciario de Estados Unidos en la isla de McNeil en Washington en julio de 1961 y fue liberado en 1967. Se trasladó a San Francisco, donde, con la ayuda de un conocido de la cárcel, se mudó a un apartamento en Berkeley, California. Mientras estuvo en la cárcel, el ladrón de bancos llamado Alvin Karpis, le había enseñado a tocar la guitarra de acero. Viviendo prácticamente como un indigente, conoció a Mary Brunner, una joven de 23 años de edad, proveniente de la Universidad de Wisconsin-Madison. Brunner estaba trabajando como asistente de biblioteca de la Universidad de Berkeley y Manson se fue a vivir con ella. Luego Manson, contra la voluntad de Brunner, invitó a otra mujer a vivir con ellos. En poco tiempo, estaban compartiendo la residencia de Brunner con otras 18 mujeres.
Manson se estableció como un gurú en San Francisco durante el "Verano del Amor" de 1967, aprovechando los festivales y concentraciones hippies. Pronto tuvo su primer grupo de seguidores, quienes fueron llamados «La Familia Manson». La mayoría de quienes lo seguían eran mujeres.
Antes de que terminara el verano, Manson y ocho o nueve de sus seguidores subieron a un autobús escolar que habían personalizado al estilo hippie con alfombras y cojines de colores, y recorrieron el norte hasta el estado de Washington, luego hacia el sur a través de Los Ángeles, México y el suroeste, para luego volver a la zona de Los Ángeles. Vivían en Topanga, Malibú y Venice Beach.
En 1967, Brunner quedó embarazada de Manson y el 15 de abril de 1968 dio a luz a un niño al que llamó Valentine Michael (apodado Pooh Bear; en español: Oso Pooh)
El actor Al Lewis, quien dejó a sus hijos con Manson para que este los cuidara en un par de ocasiones, lo describió como: "un buen tipo cuando lo conocí".

### Relación con Dennis Wilson

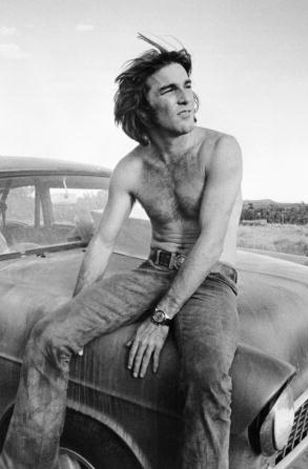
Dennis Wilson baterista de The Beach Boys en 1971.

Charles Manson conoció a Dennis Wilson (baterista de The Beach Boys) a mediados de 1968. De acuerdo con su amigo y luego letrista, Stanley Shapiro, un día mientras Dennis conducía por la carretera subió a dos chicas que hacían auto-stop a su coche que resultaron ser miembros del clan Manson y no dejaban de nombrar a Charlie Manson como "el mago". El asunto despertó el interés de Dennis. Según Dennis, a la noche siguiente al regresar a su casa en Malibú de una sesión de grabación a las 3:00 a. m., se encontró en la entrada con un hombre de corta estatura y barba, que se le acercó. Dennis le preguntó: "¿Me vas a lastimar?", a lo que el hombrecillo le respondió: "¿Crees que estoy aquí para lastimarte, hermano?", y se arrodilló para besarle los zapatos (esta era una de la aperturas preferidas de Manson). Cuando Dennis entró a su casa acompañado de Manson, se encontró con una docena de desconocidos en su casa, la gran mayoría mujeres, el punto débil de Dennis.
Manson llegó a grabar algunas canciones, según él mismo relata:

Yo estaba con Dennis en el estudio de grabación de su hermano, que era más grande que la mayoría de los estudios comerciales.... hicimos una sesión, dejando alrededor de diez canciones.

Si bien el grupo ha negado enérgicamente que existan dichas grabaciones (incluso con coproducciones de Carl y Brian, y no de Dennis como tantas veces se había dicho), el ingeniero Stephen Desper afirmó que las mismas existen, incluso dijo que el material de Manson era "bastante bueno... tenía talento musical".

### Rancho de Charles Manson

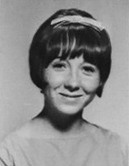
Lynette Fromme, miembro de «La Familia Manson».

En agosto de 1968, Manson estableció una guarida para el grupo en el Rancho Spahn, un rancho donde a menudo se filmaban películas de vaqueros, después de que el mánager de Wilson le dijo a «La Familia Manson» que debían salir de la casa de Wilson.
Los miembros de «La Familia Manson» hicieron diferentes trabajos en el rancho. Además, Manson ordenó a las mujeres, incluyendo a Lynette Fromme, que de vez en cuando tuvieran relaciones con el octogenario y ya prácticamente ciego, dueño del rancho. Prácticamente todas las mujeres actuaron como objetos sexuales para el dueño a cambio de no pagar el alquiler.
Charles Denton "Tex" Watson pronto se unió al grupo en el Rancho Spahn. Watson, un tejano de pueblo que había dejado la universidad y se había trasladado a California.

### Helter Skelter

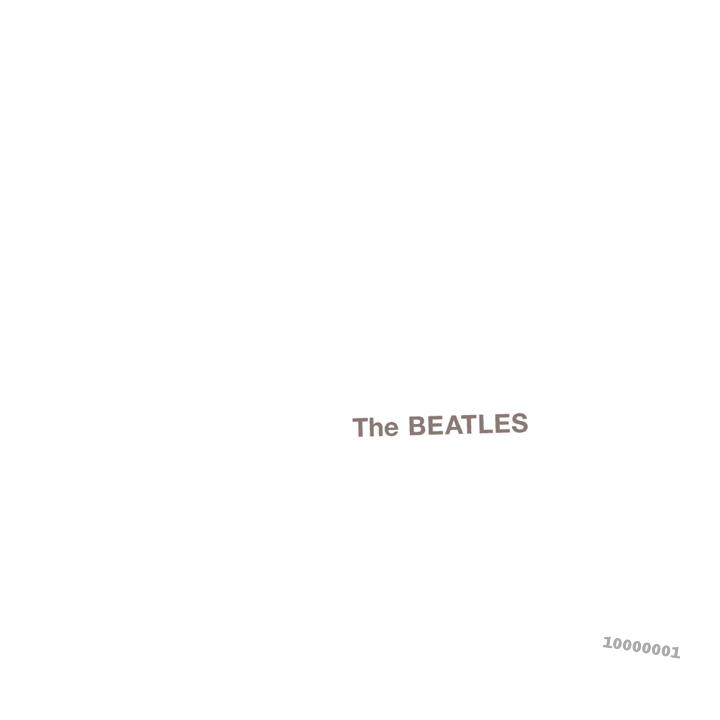
«Helter Skelter», canción del álbum blanco de The Beatles. Charles Manson interpretó la canción diciendo que "Helter Skelter" era la guerra racial entre negros y blancos que, según él, se avecinaba. El título de la canción apareció escrito con sangre en la escena de uno de los crímenes ordenados por Manson.

En los primeros días de noviembre de 1968, «La Familia Manson» se estableció en los alrededores del Valle de la Muerte, California, donde ocuparon dos ranchos abandonados llamados Myers y Barker. El rancho Myers, donde el grupo se había dirigido en un principio, era propiedad de la abuela de una de las nuevas mujeres de Manson. El rancho Barker era propiedad de una anciana, un lugar donde Manson se presentó con otro miembro de «La Familia Manson» que era músico y necesitaba un lugar tranquilo para componer. Cuando la mujer accedió a que se quedaran allí, Manson le obsequió uno de los discos de oro de los Beach Boys.
Una vez que volvieron al Rancho Spahn, Manson y Watson visitaron a un conocido en Topanga quien les tocó canciones de The Beatles del álbum The White Album, que recién había sido lanzado al mercado. Manson se obsesionó con el grupo.
Desde hacía algún tiempo, Manson había estado diciendo que la tensión racial entre negros y blancos estaba creciendo y que los negros pronto se levantarían en rebelión en las ciudades de Estados Unidos. Hizo hincapié en el asesinato de Martin Luther King ocurrido el 4 de abril de 1968. En la víspera de Año Nuevo, en el rancho Myers, los miembros de «La Familia Manson» se reunieron alrededor de una gran hoguera, escuchando cómo Manson explicaba que la agitación social que él les había predicho también había sido prevista por The Beatles.

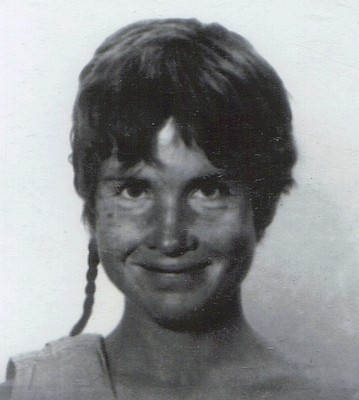
Sandra Good, miembro de «La Familia Manson».

A principios de enero de 1969, «La Familia Manson» se escapó por el desierto y se posicionó para controlar supuestas tensiones de Los Ángeles, mudándose a una casa de color amarillo canario en Canoga Park, no lejos del Rancho Spahn. Debido a que ese lugar iba a permitir que el grupo se mantuviera "sumergido bajo el conocimiento del mundo exterior", Manson llamó el lugar "Yellow Submarine" (español: Submarino amarillo), en referencia a una canción de The Beatles. Allí, los miembros de «La Familia Manson» se prepararon para el supuesto "inminente apocalipsis".
En febrero, la visión de Manson ya estaba terminada. «La Familia Manson» crearía un álbum cuyas canciones serían tan sutiles como las de The Beatles y desencadenarían el caos predicho. En la casa de Canoga Park, mientras se trabajaba en los vehículos y se estudiaba minuciosamente los mapas para prepararse para la huida a través del desierto, también se trabajaba en las canciones del futuro álbum de Manson. Cuando Manson dijo que Terry Melcher, productor musical amigo de Denis Wilson, iba a ir a la casa para escuchar el material musical, las mujeres prepararon comida y limpiaron el lugar; pero Melcher nunca llegó.

### Sharon Tate

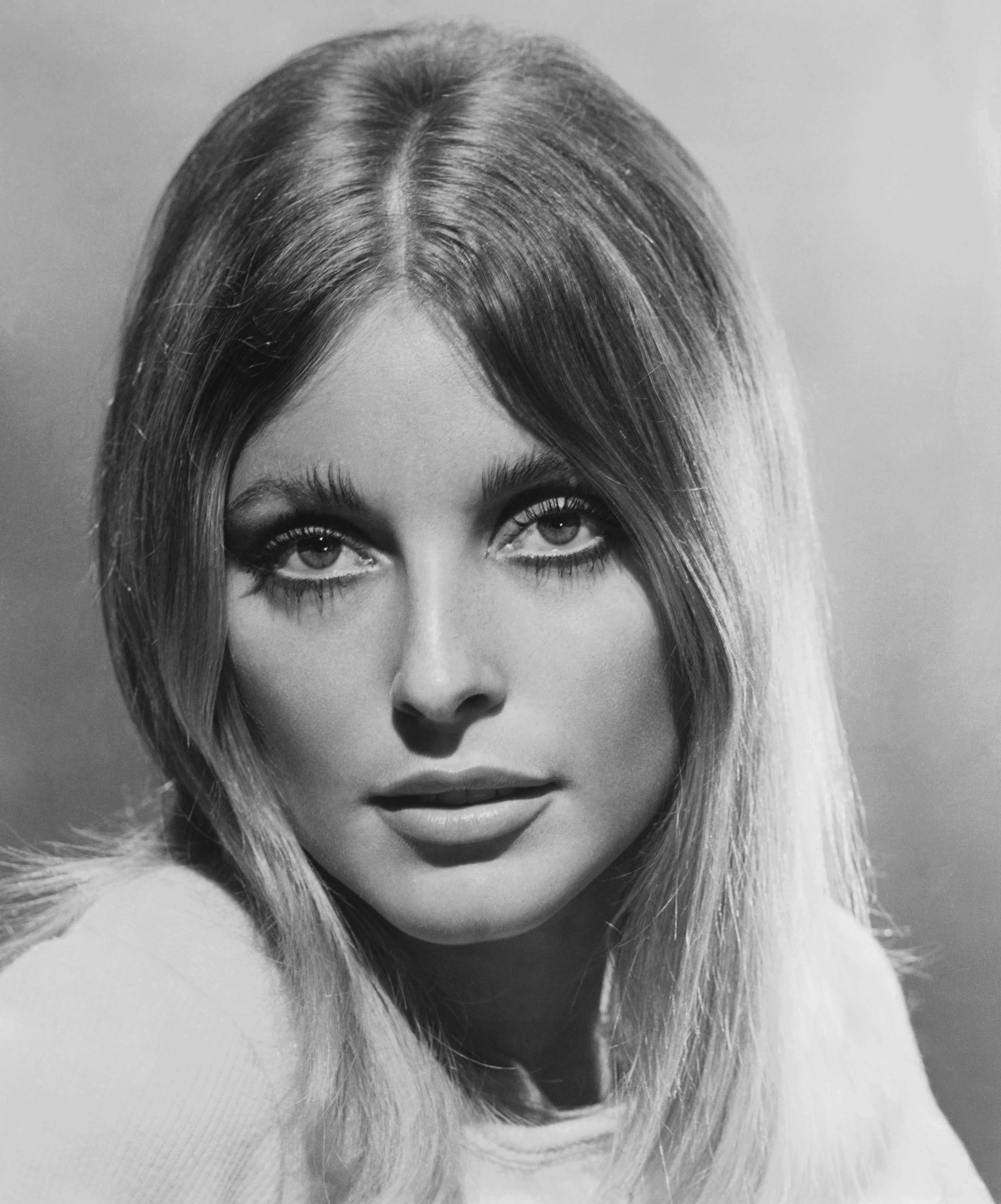
Sharon Tate en 1967.

El 23 de marzo de 1969, Manson, sin ser invitado, fue a la calle 10050 Cielo Drive, en Beverly Hills, California, que él conocía como la dirección de la residencia de la que Terry Melcher era inquilino. La propiedad era de Rudi Altobelli, empresario del espectáculo; pero Melcher ya no era inquilino del sitio. Desde febrero de aquel año, los inquilinos eran Sharon Tate y Roman Polanski.
Manson fue recibido por Shahrokh Hatami, un fotógrafo y amigo de Tate. Hatami estaba allí para fotografiar a Sharon Tate antes de su partida para Roma al día siguiente. Después de haber visto a Manson a través de una ventana y cómo se acercó a la casa principal, Hatami había salido al porche para preguntarle qué quería.
Cuando Manson le dijo a Hatami que estaba buscando a Terry Melcher, Hatami le informó que no lo conocía y que el lugar era la residencia de Roman Polanski. Manson se fue. Preocupado por el desconocido en la propiedad, Hatami bajó a la acera para hacer frente a Manson. Apareciendo detrás de Hatami, en la puerta principal de la casa, Sharon Tate le preguntó a Hatami que quién llamaba. Hatami dijo que un hombre estaba buscando a alguien. Hatami y Tate mantuvieron sus posiciones mientras Manson, sin decir una palabra, se iba.
Rudi Altobelli vio a Manson desde la casa de huéspedes cercana y preguntó a Manson a través de la puerta qué quería, Manson le respondió que estaba buscando a Melcher. Altobelli dijo a Manson que Melcher se había mudado a Malibú, mintiéndole ya que Altobelli no sabía la nueva dirección de Melcher. Manson le hizo un par de preguntas más a Altobelli y este le dijo a Manson que se fuera y que ya no molestara más a sus inquilinos. Manson se fue. Altobelli y Tate viajaron al día siguiente a Roma, donde la actriz tenía previsto comenzar el rodaje de la que sería su última película, The Thirteen Chairs (1969).

## Crímenes

### Disparos a Crowe
Para junio de 1969, Manson le dijo a «La Familia Manson» que tenían que mostrar a los negros cómo iba a empezar el "Helter Skelter". Manson encargó a Watson la obtención de dinero supuestamente destinado a ayudar a «La Familia Manson», el cual consiguió estafando a un traficante de drogas Bernard "Lotsapoppa" Crowe. Este último respondió con la amenaza de acabar con todo el mundo en el rancho Spahn.
El 1 de julio de 1969, Manson disparó a Crowe en su apartamento en Hollywood, pero Crowe sobrevivió. Manson creyó que había matado a Crowe, lo cual creyó confirmar con un informe de las noticias televisivas que anunció el descubrimiento del cuerpo de un integrante del Partido Pantera Negra tirado en Los Ángeles. Aunque Crowe no era miembro de los Panteras Negras, Manson llegó a la conclusión que había asesinado a uno de ellos y que habría represalias por parte de este grupo. Manson volvió al rancho Spahn desplegando tácticas defensivas, con patrullas nocturnas y guardias armados cuidando el rancho. Manson fue detenido y fichado en relación con este intento de asesinato, pero eludió la cárcel al pagar la fianza Hinman, que curiosamente sería su siguiente víctima.

### Asesinato de Hinman
El 25 de julio de 1969, Manson envió a algunos miembros de «La Familia Manson», entre ellos Bobby Beausoleil, junto con Mary Brunner y Susan Atkins a la casa del músico Gary Hinman, para persuadirlo a entregar un dinero que Manson pensó que Hinman había heredado. Según Beausoleil, habían realizado la visita porque Hinman les había vendido mescalina de baja calidad y quería recuperar su dinero. Los tres tuvieron a Hinman como rehén dos días, durante los cuales Manson apareció con un cuchillo y cortó la oreja de Hinman. A continuación, Beausoleil apuñaló a Hinman hasta asesinarlo, aparentemente bajo las instrucciones de Manson. Antes de abandonar la escena del crimen, Beausoleil o una de las mujeres, utilizaron la sangre de Hinman para escribir en la pared "Political piggy" (en español: Cerdito político) y dibujar una pata de pantera, símbolo del partido Pantera Negra, para implicarlos.
Beausoleil fue detenido el 6 de agosto de 1969, después de haber sido sorprendido conduciendo el coche de Hinman. La policía encontró el arma homicida en el vehículo.
Dos días después, Manson dijo a los miembros de «La Familia Manson» en el rancho Spahn: «Ha llegado el momento del Helter Skelter».

### Asesinato de Tate, Sebring, Folger, Frykowski, y Parent
En la noche del 8 de agosto de 1969, Manson ordenó a Watson tomar a Susan Atkins, Linda Kasabian y Patricia Krenwinkel, una de las primeras en entrar a «La Familia Manson», para que fueran a "esa casa donde Melcher vivía" y "destruir totalmente a todo el mundo de la manera más horripilante que puedas".
Manson les ordenó a las mujeres que siguieran todas las instrucciones de Watson. En la casa del 10050 de Cielo Drive, estaban la actriz Sharon Tate, embarazada de ocho meses; su amigo Jay Sebring, el peluquero de las estrellas; un amigo de Polanski y guionista llamado Wojciech Frykowski, y su novia Abigail Folger, heredera de la empresa de café Folgers. El marido de Tate, Polanski, estaba en Londres trabajando en un proyecto de una película; Tate había estado con él y había regresado a los Estados Unidos sólo tres semanas antes.
Los miembros de «La Familia Manson» salieron en el automóvil de Tex Watson. Cuando el grupo de asesinos llegó a la entrada de la propiedad, Watson, que había estado en la casa en al menos una ocasión, subió a un poste de teléfono cerca de la puerta y cortó la línea telefónica, en la medianoche del 9 de agosto de 1969.

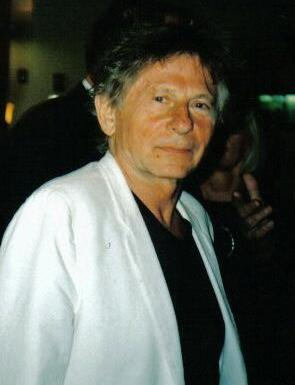
Roman Polanski, esposo de Sharon Tate, se encontraba en Londres en el momento de los asesinatos.

Pensando que la puerta de la casa de Polanski podría tener una alarma o tener cercado eléctrico, se subió a un muro de contención con maleza y se dejó caer en el jardín. Luego, Linda, Patricia y Susan saltaron la verja de seguridad con una bolsa llena de ropa limpia y cuchillos para asesinar. Tex Watson llevaba un revólver y 13 metros de cuerda de nylon de tres trenzas enrollado en su hombro. Un automóvil blanco salía de la zona de la casa de huéspedes en ese preciso momento. El automóvil lo conducía Steven Parent, de 18 años, amigo del guardés de la finca. Tex Watson se acercó y saltó sobre el auto, mientras que Parent asustado bajó la ventanilla del auto, Watson cortó la palma de la mano izquierda de Parent dejándole una grave herida. Cuando Parent intentó huir, Watson metió el revólver por la ventanilla del auto y disparó cuatro veces sobre el pecho de Steven Parent, que murió en el acto. Después, con la ayuda de las mujeres, empujaron el auto más arriba, sobre el camino de entrada.

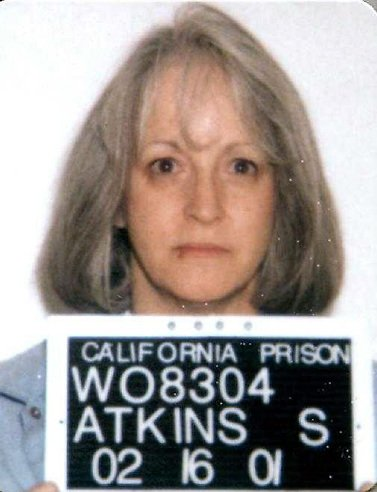
Susan Atkins en 2001, miembro de «La Familia Manson» y una de las asesinas de Sharon Tate.

Después de atravesar el jardín de la casa de Polanski, buscando una ventana abierta, Watson quitó el marco con vidrio de una ventana. Le dijo a Linda Kasabian que se fuera a vigilar la puerta; ella se acercó al automóvil de Steven Parent y espero allí. Nunca llegó a pisar la casa. Watson entró por la ventana y abrió la puerta del frente, para que Susan Atkins y Patricia Krenwinkel entraran.
Apenas entraron en la casa, vieron a Wojciech Frykowski dormido en un sofá. Cuando Frykowski despertó, se encontró con Watson apuntándole el rostro con su revólver. Susan Atkins encontró una toalla con la que amarraron las manos de Frykowski. Atkins decidió pasear por la casa y observó a Abigail Folger leyendo en la cama. Siguió caminando lentamente y se detuvo en la entrada de un cuarto donde se encontraba Sharon Tate conversando con Jay Sebring. Atkins volvió hacia donde estaba Tex Watson y le informó lo que había visto y este le ordenó que los capturara.
Atkins y Krenwinkel obedecieron. Atkins entró al cuarto donde se encontraba Abigail Folger, esta le sonrió pensando que Atkins era alguna invitada más, pero Atkins apuntó a Folger con un revólver. Luego fue al cuarto donde se encontraba Sharon Tate. Le ordenó a Sharon Tate y a Jay Sebring que se fueran a la sala. Allí, Tex Watson les ordenó a los cuatro acostarse boca abajo en el suelo. Sebring les dijo que consideraran el avanzado estado de embarazo de Sharon Tate y estos le permitieron sentarse a la actriz. En un momento de descuido, Jay Sebring intentó quitarle el revólver a Watson pero este le disparó en el torso. Sebring se desplomó en el suelo y Watson comenzó a patear su rostro rompiéndole el tabique nasal y la cuenca de uno de sus ojos.
Watson les exigió que le entregaran todo el dinero y Abigail Folger le entregó 70 dólares. Mientras Frykowski seguía atado en el sillón, Watson ató a las mujeres y al inconsciente Jay Sebring. Luego arrojó un extremo de la cuerda sobre la viga de madera que atravesaba el salón. Susan Atkins se colgó de la cuerda. Watson ordenó a Atkins que matara a Frykowski. Cuando Atkins estaba a punto de hacerlo, Frykowski logró zafarse y, agarrándola por el cabello, la golpeó en la cabeza. Durante la lucha, Atkins logró apuñalarlo cuatro veces en una pierna y dos en la espalda. De alguna forma, el cuchillo cayó y se enterró en el brazo del sofá de la sala de estar de la casa. Watson le disparó a Frykowski, pero este seguía con vida. Watson golpeó a Frykowski en la cabeza con la culata del revólver tan fuerte que rompió parte del revólver.
Abigail Folger, aun ilesa, logró zafarse y correr hasta la entrada de la casa y comenzó a gritar pidiendo ayuda. Patricia Krenwinkel la persiguió. Watson, mientras, apuñaló cuatro veces más a Jay Sebring y luego corrió a buscar a Abigail Folger. Alcanzó primero a Abigail Folger y brincó sobre su cuerpo. Entre Krenwinkel y Watson, apuñalaron a Folger 28 veces en el jardín. Mientras, Frykowski, agonizando logró salir de la casa pidiendo ayuda. Frykowski logró salir hasta el exterior, cerca del lugar donde estaba Linda Kasabian. Frykowski se puso en pie y se recostó contra el poste de la luz. Linda Kasabian y Frykowski se miraron fijamente por varios segundos a los ojos hasta que cayó al suelo. Watson corrió hasta Frykowski y le dio 51 puñaladas.
Abigail Folger, aún con vida, logró ponerse en pie y caminar hasta el área de la piscina, pero luego caería muerta al suelo.
Linda Kasabian, horrorizada con lo que habían hecho sus compañeros, corrió hasta el auto de Watson y pensó en huir, pero se arrepintió.
Sharon Tate, ilesa, amarrada al cadáver de Jay Sebring, intentó huir, pero fue descubierta por Susan Atkins. Atkins y Krewinkel la sujetaron mientras Watson la apuñaló 16 veces. Antes de huir todos, Susan Atkins tomó una toalla y la empapó con la sangre de Sharon Tate, para luego escribir en la puerta de entrada de la casa la palabra «PIG» ( en español: Cerdo). El crimen fue calificado como asesinato ritual.

### Asesinato LaBianca

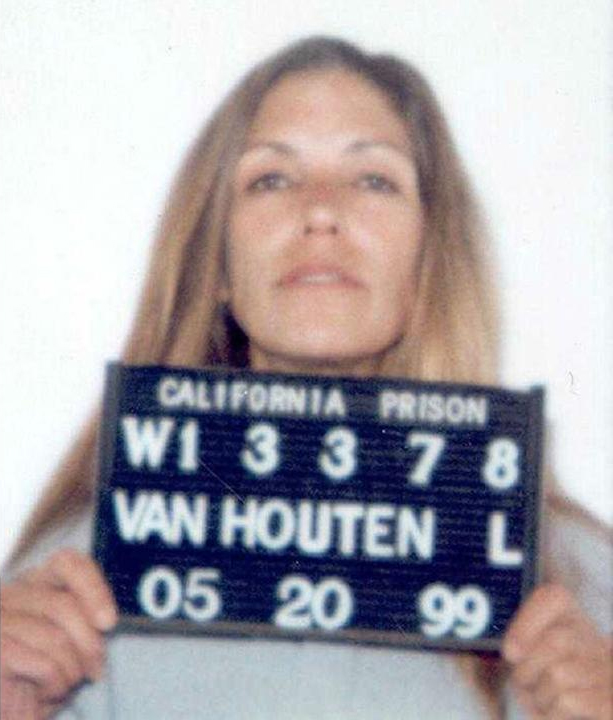
Leslie Van Houten en 1999, integrante de «La Familia Manson» y una de las asesinas de Leno y Rosemary LaBianca.

La noche posterior a los crímenes en la casa de Sharon Tate, seis miembros de «La Familia Manson» partieron con nuevas instrucciones. Los cuatro protagonistas del evento anterior fueron acompañados por Leslie Van Houten y Steve Dennis Grogan. El propio Manson, disgustado por el modus operandi de sus adeptos en la noche anterior, el cual consideraba ruidoso y poco eficiente, acompañó esa noche a sus pupilos personalmente, a fin de mostrarles "como se hacía".
Tras varias horas en las que se estuvo considerando dónde atentar, finalmente se encaminaron al número 3301 de Waverly Drive, en Los Ángeles. Resultó ser esta la vivienda de Leno LaBianca, un ejecutivo de supermercados, y su esposa Rosemary, copropietaria de una tienda de ropa. «La Familia Manson» conocía bien la zona, pues habían asistido a una fiesta en esa misma calle el año anterior.
El mismo Manson asaltó la vivienda de los LaBianca. Despertó a punta de pistola en el sofá donde se hallaba a Leno, que se había quedado dormido leyendo el periódico, y le trasladó al dormitorio junto a su esposa. Allí, Tex Watson, siguiendo instrucciones cubrió las cabezas de la pareja con fundas de almohada y sujetó estas firmemente en su lugar, usando cable telefónico. Tras presenciar esto con satisfacción, Manson abandonó la escena, no sin antes enviar al interior del domicilio a Krenwinkel y Van Houten, con claras instrucciones de que el matrimonio debía ser asesinado.
Watson trasladó de nuevo a Leno LaBianca a la sala de estar, y allí empezó a apuñalarle con un cuchillo de caza. El agresor se detuvo al escuchar ruidos de forcejeo procedentes de la habitación. Al dirigirse allí se encontró con Rosemary LaBianca intentando mantener a raya a Krenwinkel y Van Houten, sirviéndose de la lámpara que llevaba atada al cuello. Tex Watson sometió a la mujer propinándole varias puñaladas con el cuchillo. Tras esto regresó a la sala de estar y volvió a atacar a Leno, causándole la muerte tras apuñalarle 12 veces. Cuando terminó, talló la palabra "War" (en español: guerra) en el abdomen expuesto de la víctima, tras desabotonarle el pijama.
En la habitación, las mujeres terminaron su parte con la señora LaBianca, a la que siguieron apuñalando incesantemente. En la autopsia se encontraron hasta 41 heridas de arma blanca.
Tras los brutales asesinatos, y mientras Tex Watson se duchaba en la misma vivienda, Krenwinkel escribió "Rise" (en español: Alzáos) y "Death to the pigs" (en español: Muerte a los cerdos), en las paredes y "Helter Skelter", en la puerta de la nevera. Para ello usó la sangre del señor LaBianca. Después propinó al difunto Leno 14 heridas punzantes con un tenedor de trinchar, el cual dejó finalmente hincado en su estómago, y luego dejó un cuchillo carnicero clavado en la garganta de la víctima.
Los asesinos de los LaBianca regresaron al rancho Spahn. Mientras tanto, Manson, acompañado por Susan Atkins y Linda Kasabian, tenía la intención de que «La Familia Manson» cometiera otro asesinato pero, los planes no se concretaron y se desestimó la idea. La noche acabó simplemente con Atkins defecando en las escaleras de entrada de una vivienda.

### Asesinato de Shea
En un juicio realizado en 1971, Manson fue declarado culpable del asesinato del músico Gary Hinman y del actor Donald Shorty Shea. Donald Shea, además de ser actor, era uno de los cuidadores del rancho Spahn. No se sabe la fecha precisa cuando ocurrió exactamente el crimen ya que su cuerpo apareció años después de la estadía de la secta en ese lugar. Si Grogan no hubiera colaborado con la policía para encontrar el cadáver de Shea, ese homicidio nunca hubiera salido a la luz. Al parecer, Manson ordenó a Steve Grogan y Bruce Davis, que asesinaran a Shea, ya que Manson sospechaba de que hablaba constantemente con George Spahn, dueño del rancho, para que echara a «La Familia Manson» del mismo. Hay rumores que afirman que Manson sospechaba que Shea sabía sobre los asesinatos de Sharon Tate y el matrimonio LaBianca. Steve Grogan cooperó con las autoridades y les informó en donde estaba el cadáver de Shea, que se encontraba sepultado cerca del rancho. La policía encontró culpables del homicidio a Steve Grogan y Bruce Davis como autores materiales y a Charles Manson como autor intelectual del crimen. Tex Watson, Bill Vance y Larry Bailey, todos miembros de «La Familia Manson», también eran sospechosos del homicidio, hasta que se demostró lo contrario.

## Proceso judicial

### Investigación

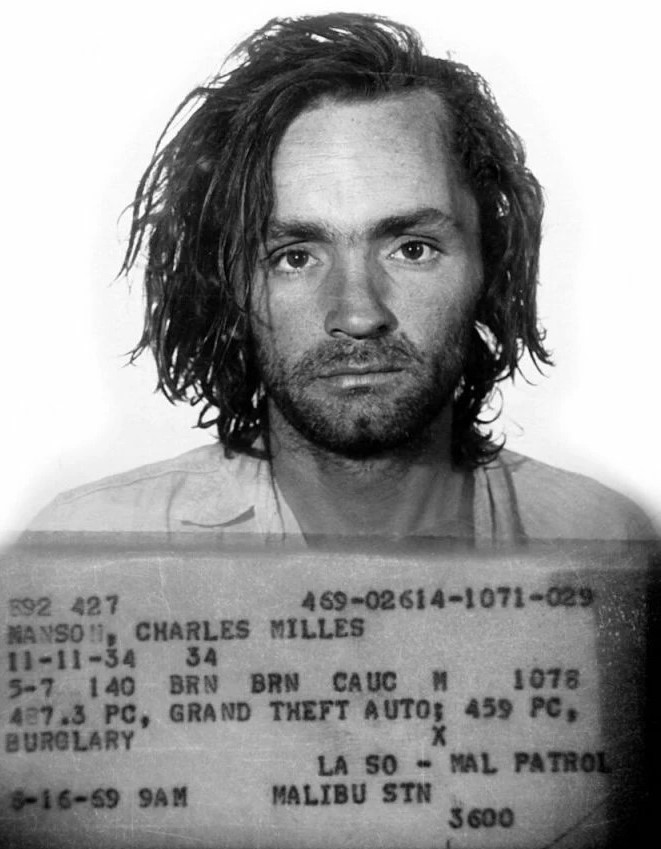
Cartel policial de Manson (1971).

Miembros de «La Familia Manson» habían sido ya responsables del asesinato de Gary Hinman, un profesor de música, y se los creía autores de otros muchos asesinatos. En calidad de sospechosa de ser cómplice de ese homicidio resultó detenida Susan Atkins, y esta seguidora terminó siendo fatal para Manson y su grupo. Conforme se señaló acerca de este episodio: "En la cárcel la muchacha se jactó ante una compañera de su participación en los crímenes en las residencias de Sharon Tate y de los de LaBianca. Aquella reclusa no la delató, aunque le contó la historia a otra presa, la cual sí se animó a formular la denuncia. A partir de aquel momento irían cayendo en manos de las autoridades los integrantes de la cofradía".

### Detenciones y encarcelamiento
Atkins fue enjuiciada y condenada a cadena perpetua. El 1 de diciembre de 1969, «La Familia Manson» fue rápidamente desestructurada. Sus miembros más importantes fueron rápidamente detenidos y sometidos a juicio. Elementos como Tex Watson, Patricia Krenwinkel, o Leslie Van Houten, fueron condenados asimismo a cadena perpetua.

La excepción la marcó Linda Kasabian. Esta, supuestamente horrorizada con el modus operandi de «La Familia Manson» desde la noche del asesinato de Sharon Tate, escapó del rancho Spahn, abandonando a su propia hija y dejándola en manos del grupo criminal. Cuando los integrantes principales del grupo de Manson fueron detenidos, se le ofreció inmunidad a cambio de que declarara en su contra. Tras esto pudo recuperar a su hija y rehacer su vida.  Barbara Hoyt, conviviente en el rancho, declaró contra la banda criminal en el juicio.

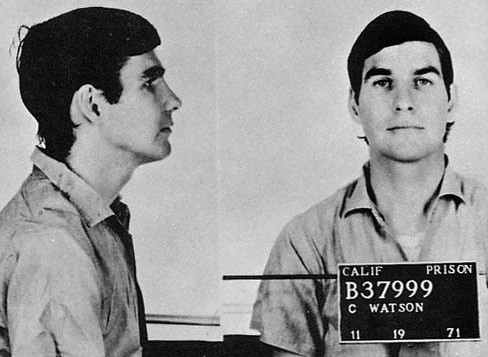
Tex Watson en 1971, asesino de Sharon Tate.

Manson no había estado presente en los asesinatos, pero debido a la sagacidad y elocuencia del Fiscal de Distrito, Vincent Bugliosi, fue sentenciado por conspiración y autor intelectual el 25 de enero de 1971 y, el 29 de marzo del mismo año, a la pena de muerte. Esta sentencia fue más tarde conmutada por cadena perpetua después de que la Corte Suprema de California aboliera la pena de muerte en ese estado. Durante su proceso penal, el reo se defendió a sí mismo y convirtió las audiencias en actos circenses. Del alto contenido mediático de la actuación del procesado da cuenta el fiscal de la causa Vincent Bugliosi: «Manson sorprendió a todos diciendo que él también quería declarar... Estuvo hablando durante una hora. Empezó hablando tan bajo que los espectadores que llenaban la sala tenían que inclinarse hacia delante para oírle. Pero después de pocos minutos la voz cambió, se fue haciendo más fuerte, más animada y, como ya había descubierto de mis conversaciones con él, cuando esto ocurría parecía que su rostro también cambiaba. Manson el Don Nadie, Manson el Mártir, Manson el Maestro, Manson el Profeta. Fue pasando por éstas y más personalidades».

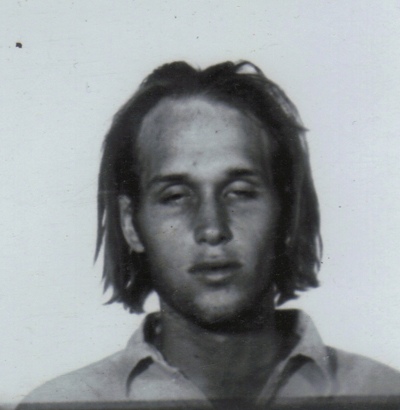
Steve Dennis Grogan, uno de los asesinos de Shea.

Algunas de las frases que pronunció durante el juicio se volvieron tristemente célebres, y muestran el afán de sensacionalismo que lo embargaba. En defensa de sus seguidores expresó: «Ustedes han dado a mí sus hijos, ustedes los señalaron. Yo sólo he tratado de ayudarlos a levantarse, todo lo que han hecho estas criaturas lo han hecho por amor a sus hermanos».

### Condenas a La Familia Manson
| Sentencias          | Sentencias |
| ------------------- | --- |
| Charles Manson      | Condenado a cadena perpetua. Habría tenido derecho de solicitar la libertad condicional a partir de 2027, aunque falleció en 2017, a la edad de 83 años. |
| Tex Watson          | Cumple una condena de por vida por los asesinatos de Sharon Tate y del matrimonio LaBianca. En el transcurso de su encierro, Watson se convirtió al cristianismo evangélico, escribió numerosos libros, se casó y tuvo cuatro hijos, además de formarse como Ministro religioso. Su esposa, Kristin, y sus hijos, viven cerca de la prisión, y en la casa familiar funciona el sitio web de su iglesia, llamada Abounding Love Ministries, Inc. |
| Susan Atkins        | También cumplió una condena de por vida en Frontera, California. Como Watson, Atkins se casó en prisión, pero en dos oportunidades, y su última audiencia para acogerse al beneficio de la libertad condicional se realizó en 2000, sin obtener resultados por la oposición de la hermana de Sharon Tate. Susan Atkins falleció en 2009 en prisión. |
| Patricia Krenwinkel | También cumple su condena de por vida en la misma prisión en la que Susan Atkins estuvo presa. No se presentó en la audiencia de libertad condicional en 1997 y su vida es bastante reservada. |
| Linda Kasabian      | Obtuvo inmunidad al declarar y aportar pruebas en contra de Manson y otros miembros de «La Familia». Quedó en libertad, pero falleció el 23 de enero de 2023. |
| Sandra Good         | Fue condenada por sus intentos de comunicación con Manson, cuando este ya estaba en prisión. Su condena de 15 años fue cumplida en Terminal Island, California y tras ser liberada, se mudó cerca de Corcoran, donde permanecía detenido Manson. |
| Steve Dennis Grogan | Fue condenado y encarcelado por su complicidad en el asesinato de Donald Shea, cuyo cuerpo no fue encontrado en ese momento. En 1979 Grogan acordó con las autoridades su libertad condicional a cambio de ubicar la locación del cuerpo del delito. Finalmente, en 1985 salió en libertad. |
| Bruce Davis         | Cumple una sentencia de por vida en San Luis Obispo, California, por los asesinatos de Gary Hinman y Donald Shea. Tuvo 20 audiencias para obtener su libertad, pero en cada oportunidad le fue negada. |
| Leslie Van Houten   | Cumplió su condena en Front California, y la libertad condicional le fue negada en catorce ocasiones. Van Houten estuvo acusada de haber apuñalado a Rosemary LaBianca 15 veces, aunque ella sostuvo que la mujer ya estaba muerta cuando la apuñaló. Su juventud, su vulnerabilidad a las palabras de Manson y su conducta como prisionera modelo, llevó a varios medios periodísticos a ponerse de su parte, pese a lo cual las autoridades nunca le dieron el beneficio de la libertad bajo palabra. Una comisión del estado autorizó el 14 de abril de 2016, la libertad condicional para Leslie Van Houten. Salió en libertad el 12 de julio de 2023. |
| Bobby Beausoleil    | Fue condenado en 1969 por el asesinato de Gary Hinman, y permanece en prisión pese a haber presentado numerosas apelaciones. Se casó en 1982. Durante los más de 30 años que permaneció en prisión, se ha dedicado a la música electrónica y a la producción de vídeos. |
| Lynette Fromme      | Acusada del intento de asesinato del presidente de los Estados Unidos Gerald Ford en 1975, cumplió su condena en prisión hasta el 14 de agosto de 2009. |